# コーラール

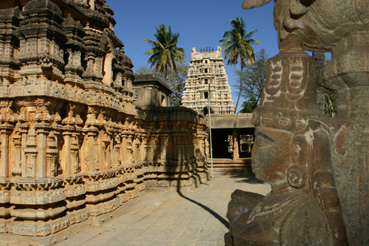
ヴィジャヤナガル様式のソーメーシュヴァラ寺院

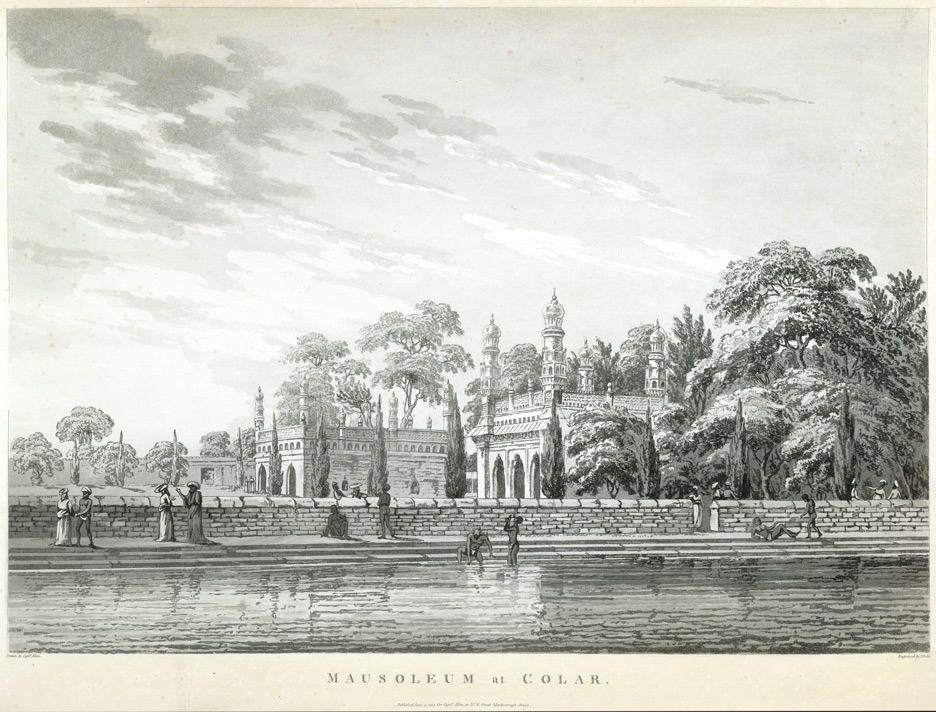
コーラールにあるハイダル・アリーの祖先の霊廟

コーラール（カンナダ語：ಕೋಲಾರ、英語：Kolar）は、南インドのカルナータカ州、コーラール県の都市。

## 歴史
350年頃、南インドのカルナータカ地方に西ガンガ朝が成立した際、コーラールはその首都に定められた。
いつごろからかは不明だが、ハイダル・アリーの祖先である傭兵集団の墓廟が建築され、
その父ファトフ・ムハンマドまでが埋葬されている。